# Pálmajor
Pálmajor ist eine ungarische Gemeinde im Kreis Kaposvár im Komitat Somogy.

## Geografische Lage
Pálmajor liegt gut 17 Kilometer nordwestlich des Komitatssitzes und der Kreisstadt Kaposvár. Nachbargemeinden sind Somogysárd, Nagybajom und Kiskorpád.

## Geschichte
Pálmajor ist seit dem 1. Januar 1993 eine eigenständige Gemeinde, vorher gehörte der Ort zur Großgemeinde Nagybajom.

## Infrastruktur
Vor Ort gibt es Kindergarten, Grundschule, Bücherei, Bürgermeisteramt sowie eine römisch-katholische Kirche.

## Sehenswürdigkeiten
- Römisch-katholische Kirche Oltáriszentség szerzése, erbaut aus Backsteinen

## Verkehr
Durch Pálmajor verläuft die Nebenstraße Nr. 67132. Es bestehen Busverbindungen über Kiskorpád und Kaposfő nach Kaposvár sowie über Nagybajom, Böhönye, Vése, Inke, Iharosberény und Pogányszentpéter nach Nagykanizsa. Der nächstgelegene Bahnhof befindet sich vier Kilometer südöstlich in Kiskorpád.